# Le Surréalisme contre la révolution
Le Surréalisme contre la révolution est un essai de Roger Vailland paru en 1948 dans une période de réflexion où il écrit aussi d'autres essais comme Réflexion sur la singularité d'être Français.

## Historique
À propos de cet ouvrage, certains auteurs ont parlé d'essai, d'autres de pamphlet. Quoi qu'il en soit, c'est une page que Roger Vailland veut tourner et après, pour lui, il ne sera plus question de surréalisme. À peine dans Le Regard froid évoque-t-il le nom d'André Breton en faisant allusion à son passé. Max Chaleil écrira dans un article intitulé La transparence et le masque : « À travers Breton, c'est sa propre jeunesse impuissante qu'il dénonce : pamphlet injuste et schématique où il condamne le surréaliste qu'il fut au nom du militant qu'il va devenir. » 
C'est sa façon de tourner la page. Après son éviction du groupe surréaliste lors de la séance du 11 mars 1929, ce qu'on a parfois appelé 'l'affaire du bar du château', et son éloignement du 'Grand jeu', Vailland décide bon gré mal gré de tourner la page, écrivant à Jean Beaufret : « François est mort et je laisse se former celui qui va lui succéder. »
Comme le note Olivier Todd dans la préface, il y a une incompréhension fondamentale entre surréalisme et révolution, soulignée par les surréalistes eux-mêmes : « Nous avons accolé le mot de surréalisme au mot de Révolution uniquement pour montrer le caractère désintéressé, détaché et même tout à fait désespéré de cette Révolution. »

L'ouvrage est structuré de la façon suivante :
 
- Prélude I et II;

- Le temps du dérisoire;

- L'activité surréaliste;

- La tentation du communisme;

- Le monde de la bombe atomique n'est pas dérisoire;

- Les découvertes surréalistes;

- Le maréchal et le surréalisme.
L'opposition entre Roger Vailland et André Breton est patente, au moins sur deux plans essentiels :
- La notion de désir déplaît à Vailland, heurte son caractère rationnel ;
- Le style de Breton, touffu, lyrique et parfois abscons, est à l'opposé du style classique de Vailland, clair et concis[réf. nécessaire].

## Résumé

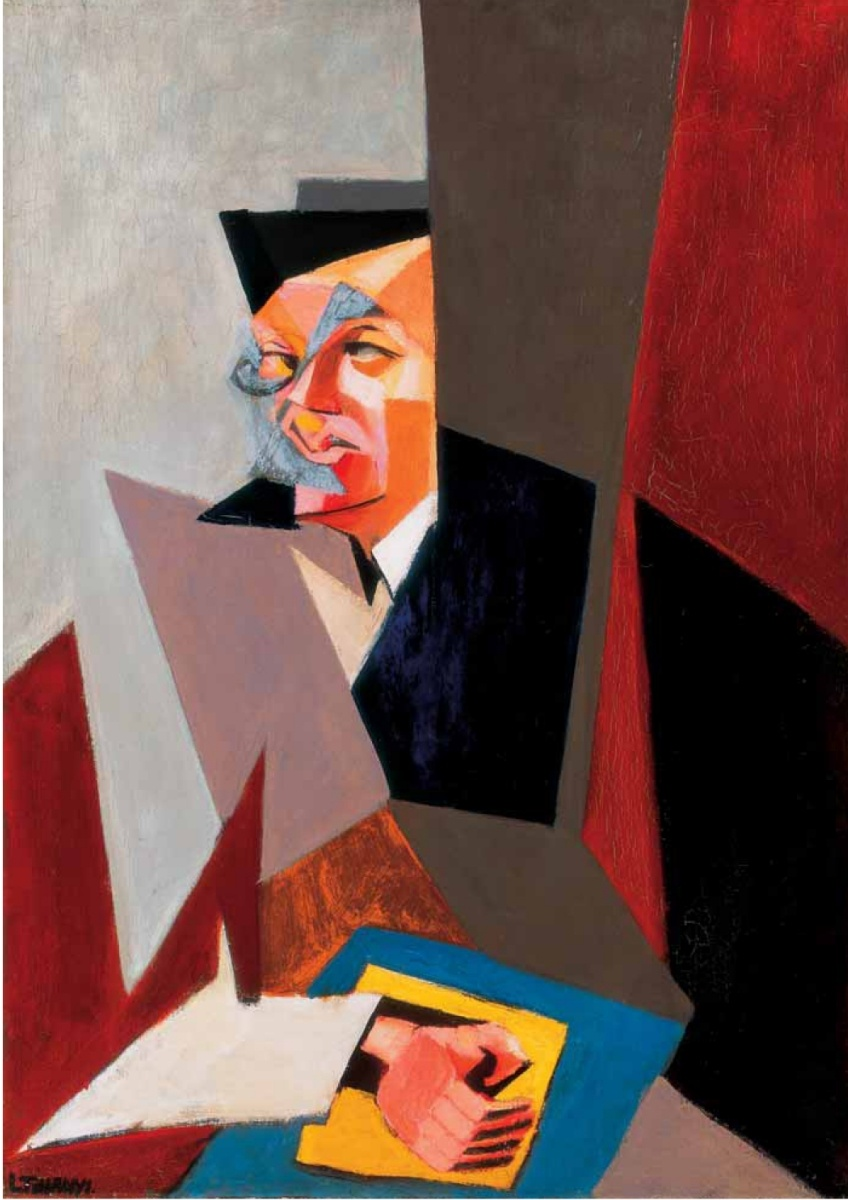
Tzara le créateur de DADA

- Selon Vailland, le surréalisme, radical et contestataire dans les années trente, conspuant les Institutions, s'est embourgeoisé au point que Breton a accepté d'être publié dans le Figaro sans que personne chez ses amis n'y trouve à redire. Il pose cette fausse question : « A l'égard du monde bourgeois, qui en a vu d'autres, le surréalisme a-t-il perdu sa virulence ? » La relation avec Breton tourne à la polémique quand il écrit : « Le tapeur (Breton) reprochait son manque de dignité au journaliste d'occasion (Vailland). »

La thèse de Vailland est que l'évolution de la bourgeoisie, « enrichie par l'essor prodigieux du capitalisme, s'est coupée des masses populaires qui l'avaient aidée à conquérir le pouvoir. » Les artistes ont tendance à 's'ostraciser', refusant les honneurs : c'est le temps du dérisoire. Le fossé se creuse entre les artistes officiels attachés au pouvoir et les véritables artistes qui sont rejetés, nouveaux parias, intouchables tels que les impressionnistes ou Dada.
- Vailland analyse l'évolution de la société française depuis la Révolution, le rôle et la place de l'artiste dans cette société. Le surréalisme écrit-il « fut avant tout le lieu de rencontre de jeunes intellectuels petit-bourgeois particulièrement sensibles au caractère parfaitement dérisoire de toutes les activités qui leur étaient proposées par leur époque ou par leur milieu. » Il pose les termes de deux révolutions, surréaliste et communiste, inconciliables, avec d'un côté les fils de la petite bourgeoisie qui « pour aimer Max Ernst, avaient eu le temps d'aimer puis de renier Cézanne et Braque » et de l'autre côté « le fils de l'ouvrier ou de paysan [qui] se trouvait au contraire jeté dans un monde dur, injuste, intolérable. »

Deux mondes irréconciliables.
- Derrière cette analyse, c'est bien le jeune Vailland qui se profile, soit directement « Au lycée de Reims en 1925, nous étions quelques élèves de rhétorique... à pratiquer l'écriture automatique et le scandale » soit indirectement  quand il fait allusion au journaliste tâcheron qui se force à écrire pour gagner sa vie. En littérature, au-delà du jeu de la vérité ou de l'humour noir, le surréalisme n'a produit aucune œuvre majeure et même sa référence, Ubu roi est antérieure au mouvement. Pas d'œuvres maîtresses à mettre à l'actif du surréalisme car « l'activité surréaliste consistait essentiellement à mettre en évidence l'universelle dérision. »

- Dans cette société qu'ils rejettent, les surréalistes sont attirés par  la dialectique marxiste. Dans les grèves et les manifestations, la pugnacité des communistes ne pouvait que séduire les fils de la petite bourgeoisie. Cette tentation du communisme a toujours été ancrée dans l'histoire du surréalisme. Sa revue a même troqué son nom d'origine par ce titre Le Surréalisme au service de la Révolution. Mais le communisme est bien autre chose pour l'homme : défier la nécessité, transformer sa condition. Les surréalistes eux, vivaient en marge des conflits sociaux.

- Avec la guerre, il a fallu choisir : plus question d'être en marge, de rester neutre. Le dérisoire cher aux surréalistes n'était plus possible. Avec la guerre, les fils de la petite bourgeoisie ont connu eux aussi le monde dur des ouvriers et des paysans. Mais la plupart des nouveaux surréalistes sont restés en marge, comme André Breton, 'émigré' aux États-Unis pendant la guerre, ou étaient trop jeunes pour avoir subi cette épreuve.

Breton semblait vouloir rejoindre le réel, l'enjeu de la lutte n'était plus dérisoire, y compris contre la bombe atomique, mais selon Vailland, c'est la révolution qui n'a plus besoin du surréalisme. À un moment donné, il a été indispensable, par l'application de l'esprit scientifique à la remise en cause, par son goût de la poésie et de l'onirisme, sa volonté de privilégier la raison sur le sacré. Mais le scientifique est nécessairement un progressiste et, contrairement aux surréalistes, pas un homme en marge qui « nie la possibilité du progrès. » Car pense-t-il, « toute pensée libératrice qui n'est pas liée à une volonté de transformer le monde, à une action révolutionnaire, a finalement des conséquences réactionnaires : [...] le surréaliste est un révolté, non un révolutionnaire. »
Vailland déplore que, même malgré lui, Breton fasse le jeu d'une bourgeoisie qui ne s'y trompe pas puisqu'elle lui ouvre les portes du Figaro, même s'il est en bas de page, sous un article consacré au maréchal Foch. C'est pourquoi il en conclut que Breton et le surréalisme étant contre le Parti communiste, incarnation de la révolution, ils sont nécessairement contre la révolution.

## Éditions
- Le Surréalisme contre la révolution, Éditions Sociales, collection Problèmes 1948
  - Réédité par les Éditions Complexe, avec une préface D'Olivier Todd, collection Le regard littéraire, Bruxelles, 1988
  - Réédité par les Éditions Delga avec une préface de Franck Delorieux, Paris, 2007
- La Rupture avec Surréalisme et Grand jeu, Alain et Odette Virmaux, revue Europe, 1988
- Article de Antoine Vincent
- Le 'Grand jeu' et le surréalisme
- Vailland Du révolté au révolutionnaire par Marie-Thérèse Siméon